# Izpania acona
Izpania acona är en insektsart som beskrevs av Jan Klimaszewski 1962. Izpania acona ingår i släktet Izpania och familjen spetsbladloppor.
Artens utbredningsområde är Costa Rica. Inga underarter finns listade i Catalogue of Life.